# Soldiers of the King
Soldiers of the King é um filme de comédia histórico produzido no Reino Unido, dirigido por Maurice Elvey e lançado em 1933.